# Telluraves
Telluraves (còn gọi là chim cạn) là một nhánh chim được xác nhận gần đây. Dựa trên các nghiên cứu gen gần đây nhất, nhánh này bao gồm một số lượng rất lớn loài, chia thành 2 nhánh: Australaves (chim biết hót, sẻ cắt,...) và Afroaves (bói cá, gõ kiến, ưng, cú, hồng hoàng,...). Nhánh này là nhóm chị em với nhánh Phaethoquornithes.

## Phân loại
Sơ đồ phát sinh chủng loại nhánh Afroaves dưới đây dựa trên Braun & Kimball (2021):

|  | Cathartiformes (Kền kền Tân thế giới) |
|  |                                       |
|  | Accipitriformes (Ưng và họ hàng)      |
|  |                                       |

|                    | Bucerotiformes (Hồng hoàng và họ hàng)                                                                |
|                    | |
| Picodynastornithes | \| \| Coraciiformes (Bói cá và họ hàng) \| \| \| \| \| \| Piciformes (Gõ kiến và họ hàng) \| \| \| \| |
|                    | \| \| Coraciiformes (Bói cá và họ hàng) \| \| \| \| \| \| Piciformes (Gõ kiến và họ hàng) \| \| \| \| |
|                    | Coraciiformes (Bói cá và họ hàng)                                                                     |
|                    | |
|                    | Piciformes (Gõ kiến và họ hàng)                                                                       |
|                    | |

|  | Coraciiformes (Bói cá và họ hàng) |
|  |                                   |
|  | Piciformes (Gõ kiến và họ hàng)   |
|  |                                   |

|                    | Bucerotiformes (Hồng hoàng và họ hàng)                                                                |
|                    | |
| Picodynastornithes | \| \| Coraciiformes (Bói cá và họ hàng) \| \| \| \| \| \| Piciformes (Gõ kiến và họ hàng) \| \| \| \| |
|                    | \| \| Coraciiformes (Bói cá và họ hàng) \| \| \| \| \| \| Piciformes (Gõ kiến và họ hàng) \| \| \| \| |
|                    | Coraciiformes (Bói cá và họ hàng)                                                                     |
|                    | |
|                    | Piciformes (Gõ kiến và họ hàng)                                                                       |
|                    | |

|  | Coraciiformes (Bói cá và họ hàng) |
|  |                                   |
|  | Piciformes (Gõ kiến và họ hàng)   |
|  |                                   |

|                    | Bucerotiformes (Hồng hoàng và họ hàng)                                                                |
|                    | |
| Picodynastornithes | \| \| Coraciiformes (Bói cá và họ hàng) \| \| \| \| \| \| Piciformes (Gõ kiến và họ hàng) \| \| \| \| |
|                    | \| \| Coraciiformes (Bói cá và họ hàng) \| \| \| \| \| \| Piciformes (Gõ kiến và họ hàng) \| \| \| \| |
|                    | Coraciiformes (Bói cá và họ hàng)                                                                     |
|                    | |
|                    | Piciformes (Gõ kiến và họ hàng)                                                                       |
|                    | |

|  | Coraciiformes (Bói cá và họ hàng) |
|  |                                   |
|  | Piciformes (Gõ kiến và họ hàng)   |
|  |                                   |

|                    | Bucerotiformes (Hồng hoàng và họ hàng)                                                                |
|                    | |
| Picodynastornithes | \| \| Coraciiformes (Bói cá và họ hàng) \| \| \| \| \| \| Piciformes (Gõ kiến và họ hàng) \| \| \| \| |
|                    | \| \| Coraciiformes (Bói cá và họ hàng) \| \| \| \| \| \| Piciformes (Gõ kiến và họ hàng) \| \| \| \| |
|                    | Coraciiformes (Bói cá và họ hàng)                                                                     |
|                    | |
|                    | Piciformes (Gõ kiến và họ hàng)                                                                       |
|                    | |

|  | Coraciiformes (Bói cá và họ hàng) |
|  |                                   |
|  | Piciformes (Gõ kiến và họ hàng)   |
|  |                                   |

|                    | Bucerotiformes (Hồng hoàng và họ hàng)                                                                |
|                    | |
| Picodynastornithes | \| \| Coraciiformes (Bói cá và họ hàng) \| \| \| \| \| \| Piciformes (Gõ kiến và họ hàng) \| \| \| \| |
|                    | \| \| Coraciiformes (Bói cá và họ hàng) \| \| \| \| \| \| Piciformes (Gõ kiến và họ hàng) \| \| \| \| |
|                    | Coraciiformes (Bói cá và họ hàng)                                                                     |
|                    | |
|                    | Piciformes (Gõ kiến và họ hàng)                                                                       |
|                    | |

|  | Coraciiformes (Bói cá và họ hàng) |
|  |                                   |
|  | Piciformes (Gõ kiến và họ hàng)   |
|  |                                   |

|                    | Bucerotiformes (Hồng hoàng và họ hàng)                                                                |
|                    | |
| Picodynastornithes | \| \| Coraciiformes (Bói cá và họ hàng) \| \| \| \| \| \| Piciformes (Gõ kiến và họ hàng) \| \| \| \| |
|                    | \| \| Coraciiformes (Bói cá và họ hàng) \| \| \| \| \| \| Piciformes (Gõ kiến và họ hàng) \| \| \| \| |
|                    | Coraciiformes (Bói cá và họ hàng)                                                                     |
|                    | |
|                    | Piciformes (Gõ kiến và họ hàng)                                                                       |
|                    | |

|  | Coraciiformes (Bói cá và họ hàng) |
|  |                                   |
|  | Piciformes (Gõ kiến và họ hàng)   |
|  |                                   |

|                    | Bucerotiformes (Hồng hoàng và họ hàng)                                                                |
|                    | |
| Picodynastornithes | \| \| Coraciiformes (Bói cá và họ hàng) \| \| \| \| \| \| Piciformes (Gõ kiến và họ hàng) \| \| \| \| |
|                    | \| \| Coraciiformes (Bói cá và họ hàng) \| \| \| \| \| \| Piciformes (Gõ kiến và họ hàng) \| \| \| \| |
|                    | Coraciiformes (Bói cá và họ hàng)                                                                     |
|                    | |
|                    | Piciformes (Gõ kiến và họ hàng)                                                                       |
|                    | |

|  | Coraciiformes (Bói cá và họ hàng) |
|  |                                   |
|  | Piciformes (Gõ kiến và họ hàng)   |
|  |                                   |

|                    | Bucerotiformes (Hồng hoàng và họ hàng)                                                                |
|                    | |
| Picodynastornithes | \| \| Coraciiformes (Bói cá và họ hàng) \| \| \| \| \| \| Piciformes (Gõ kiến và họ hàng) \| \| \| \| |
|                    | \| \| Coraciiformes (Bói cá và họ hàng) \| \| \| \| \| \| Piciformes (Gõ kiến và họ hàng) \| \| \| \| |
|                    | Coraciiformes (Bói cá và họ hàng)                                                                     |
|                    | |
|                    | Piciformes (Gõ kiến và họ hàng)                                                                       |
|                    | |

|  | Coraciiformes (Bói cá và họ hàng) |
|  |                                   |
|  | Piciformes (Gõ kiến và họ hàng)   |
|  |                                   |

|                  | Falconiformes (Cắt)                                                                    |
|                  |                                                                                        |
| Psittacopasserae | \| \| Psittaciformes (Vẹt) \| \| \| \| \| \| Passeriformes (Chim biết hót) \| \| \| \| |
|                  | \| \| Psittaciformes (Vẹt) \| \| \| \| \| \| Passeriformes (Chim biết hót) \| \| \| \| |
|                  | Psittaciformes (Vẹt)                                                                   |
|                  |                                                                                        |
|                  | Passeriformes (Chim biết hót)                                                          |
|                  |                                                                                        |

|  | Psittaciformes (Vẹt)          |
|  |                               |
|  | Passeriformes (Chim biết hót) |
|  |                               |

|                  | Falconiformes (Cắt)                                                                    |
|                  |                                                                                        |
| Psittacopasserae | \| \| Psittaciformes (Vẹt) \| \| \| \| \| \| Passeriformes (Chim biết hót) \| \| \| \| |
|                  | \| \| Psittaciformes (Vẹt) \| \| \| \| \| \| Passeriformes (Chim biết hót) \| \| \| \| |
|                  | Psittaciformes (Vẹt)                                                                   |
|                  |                                                                                        |
|                  | Passeriformes (Chim biết hót)                                                          |
|                  |                                                                                        |

|  | Psittaciformes (Vẹt)          |
|  |                               |
|  | Passeriformes (Chim biết hót) |
|  |                               |

|  | Cathartiformes (Kền kền Tân thế giới) |
|  |                                       |
|  | Accipitriformes (Ưng và họ hàng)      |
|  |                                       |

|                    | Bucerotiformes (Hồng hoàng và họ hàng)                                                                |
|                    | |
| Picodynastornithes | \| \| Coraciiformes (Bói cá và họ hàng) \| \| \| \| \| \| Piciformes (Gõ kiến và họ hàng) \| \| \| \| |
|                    | \| \| Coraciiformes (Bói cá và họ hàng) \| \| \| \| \| \| Piciformes (Gõ kiến và họ hàng) \| \| \| \| |
|                    | Coraciiformes (Bói cá và họ hàng)                                                                     |
|                    | |
|                    | Piciformes (Gõ kiến và họ hàng)                                                                       |
|                    | |

|  | Coraciiformes (Bói cá và họ hàng) |
|  |                                   |
|  | Piciformes (Gõ kiến và họ hàng)   |
|  |                                   |

|                    | Bucerotiformes (Hồng hoàng và họ hàng)                                                                |
|                    | |
| Picodynastornithes | \| \| Coraciiformes (Bói cá và họ hàng) \| \| \| \| \| \| Piciformes (Gõ kiến và họ hàng) \| \| \| \| |
|                    | \| \| Coraciiformes (Bói cá và họ hàng) \| \| \| \| \| \| Piciformes (Gõ kiến và họ hàng) \| \| \| \| |
|                    | Coraciiformes (Bói cá và họ hàng)                                                                     |
|                    | |
|                    | Piciformes (Gõ kiến và họ hàng)                                                                       |
|                    | |

|  | Coraciiformes (Bói cá và họ hàng) |
|  |                                   |
|  | Piciformes (Gõ kiến và họ hàng)   |
|  |                                   |

|                    | Bucerotiformes (Hồng hoàng và họ hàng)                                                                |
|                    | |
| Picodynastornithes | \| \| Coraciiformes (Bói cá và họ hàng) \| \| \| \| \| \| Piciformes (Gõ kiến và họ hàng) \| \| \| \| |
|                    | \| \| Coraciiformes (Bói cá và họ hàng) \| \| \| \| \| \| Piciformes (Gõ kiến và họ hàng) \| \| \| \| |
|                    | Coraciiformes (Bói cá và họ hàng)                                                                     |
|                    | |
|                    | Piciformes (Gõ kiến và họ hàng)                                                                       |
|                    | |

|  | Coraciiformes (Bói cá và họ hàng) |
|  |                                   |
|  | Piciformes (Gõ kiến và họ hàng)   |
|  |                                   |

|                    | Bucerotiformes (Hồng hoàng và họ hàng)                                                                |
|                    | |
| Picodynastornithes | \| \| Coraciiformes (Bói cá và họ hàng) \| \| \| \| \| \| Piciformes (Gõ kiến và họ hàng) \| \| \| \| |
|                    | \| \| Coraciiformes (Bói cá và họ hàng) \| \| \| \| \| \| Piciformes (Gõ kiến và họ hàng) \| \| \| \| |
|                    | Coraciiformes (Bói cá và họ hàng)                                                                     |
|                    | |
|                    | Piciformes (Gõ kiến và họ hàng)                                                                       |
|                    | |

|  | Coraciiformes (Bói cá và họ hàng) |
|  |                                   |
|  | Piciformes (Gõ kiến và họ hàng)   |
|  |                                   |

|                    | Bucerotiformes (Hồng hoàng và họ hàng)                                                                |
|                    | |
| Picodynastornithes | \| \| Coraciiformes (Bói cá và họ hàng) \| \| \| \| \| \| Piciformes (Gõ kiến và họ hàng) \| \| \| \| |
|                    | \| \| Coraciiformes (Bói cá và họ hàng) \| \| \| \| \| \| Piciformes (Gõ kiến và họ hàng) \| \| \| \| |
|                    | Coraciiformes (Bói cá và họ hàng)                                                                     |
|                    | |
|                    | Piciformes (Gõ kiến và họ hàng)                                                                       |
|                    | |

|  | Coraciiformes (Bói cá và họ hàng) |
|  |                                   |
|  | Piciformes (Gõ kiến và họ hàng)   |
|  |                                   |

|                    | Bucerotiformes (Hồng hoàng và họ hàng)                                                                |
|                    | |
| Picodynastornithes | \| \| Coraciiformes (Bói cá và họ hàng) \| \| \| \| \| \| Piciformes (Gõ kiến và họ hàng) \| \| \| \| |
|                    | \| \| Coraciiformes (Bói cá và họ hàng) \| \| \| \| \| \| Piciformes (Gõ kiến và họ hàng) \| \| \| \| |
|                    | Coraciiformes (Bói cá và họ hàng)                                                                     |
|                    | |
|                    | Piciformes (Gõ kiến và họ hàng)                                                                       |
|                    | |

|  | Coraciiformes (Bói cá và họ hàng) |
|  |                                   |
|  | Piciformes (Gõ kiến và họ hàng)   |
|  |                                   |

|                    | Bucerotiformes (Hồng hoàng và họ hàng)                                                                |
|                    | |
| Picodynastornithes | \| \| Coraciiformes (Bói cá và họ hàng) \| \| \| \| \| \| Piciformes (Gõ kiến và họ hàng) \| \| \| \| |
|                    | \| \| Coraciiformes (Bói cá và họ hàng) \| \| \| \| \| \| Piciformes (Gõ kiến và họ hàng) \| \| \| \| |
|                    | Coraciiformes (Bói cá và họ hàng)                                                                     |
|                    | |
|                    | Piciformes (Gõ kiến và họ hàng)                                                                       |
|                    | |

|  | Coraciiformes (Bói cá và họ hàng) |
|  |                                   |
|  | Piciformes (Gõ kiến và họ hàng)   |
|  |                                   |

|                    | Bucerotiformes (Hồng hoàng và họ hàng)                                                                |
|                    | |
| Picodynastornithes | \| \| Coraciiformes (Bói cá và họ hàng) \| \| \| \| \| \| Piciformes (Gõ kiến và họ hàng) \| \| \| \| |
|                    | \| \| Coraciiformes (Bói cá và họ hàng) \| \| \| \| \| \| Piciformes (Gõ kiến và họ hàng) \| \| \| \| |
|                    | Coraciiformes (Bói cá và họ hàng)                                                                     |
|                    | |
|                    | Piciformes (Gõ kiến và họ hàng)                                                                       |
|                    | |

|  | Coraciiformes (Bói cá và họ hàng) |
|  |                                   |
|  | Piciformes (Gõ kiến và họ hàng)   |
|  |                                   |

|                  | Falconiformes (Cắt)                                                                    |
|                  |                                                                                        |
| Psittacopasserae | \| \| Psittaciformes (Vẹt) \| \| \| \| \| \| Passeriformes (Chim biết hót) \| \| \| \| |
|                  | \| \| Psittaciformes (Vẹt) \| \| \| \| \| \| Passeriformes (Chim biết hót) \| \| \| \| |
|                  | Psittaciformes (Vẹt)                                                                   |
|                  |                                                                                        |
|                  | Passeriformes (Chim biết hót)                                                          |
|                  |                                                                                        |

|  | Psittaciformes (Vẹt)          |
|  |                               |
|  | Passeriformes (Chim biết hót) |
|  |                               |

|                  | Falconiformes (Cắt)                                                                    |
|                  |                                                                                        |
| Psittacopasserae | \| \| Psittaciformes (Vẹt) \| \| \| \| \| \| Passeriformes (Chim biết hót) \| \| \| \| |
|                  | \| \| Psittaciformes (Vẹt) \| \| \| \| \| \| Passeriformes (Chim biết hót) \| \| \| \| |
|                  | Psittaciformes (Vẹt)                                                                   |
|                  |                                                                                        |
|                  | Passeriformes (Chim biết hót)                                                          |
|                  |                                                                                        |

|  | Psittaciformes (Vẹt)          |
|  |                               |
|  | Passeriformes (Chim biết hót) |
|  |                               |